# Градиште (Шуменська область)
Гради́ште (болг. Градище) — село в Шуменській області Болгарії. Входить до складу общини Шумен.

## Населення
За даними перепису населення 2011 року у селі проживали 626 осіб.
Національний склад населення села:
| Національність   | Кількість осіб | Відсоток |
| ---------------- | -------------- | -------- |
| турки            | 414            | 67,3%    |
| цигани           | 106            | 17,2%    |
| болгари          | 91             | 14,8%    |
| Всього відповіли | 615            |          |

Розподіл населення за віком у 2011 році:
Динаміка населення: